# Coronavirus Tech Handbook
Coronavirus Tech Handbook er et crowdsourcing websted hvis formål er at samle information om SARS-CoV-2 coronavirus.
Det blev udviklet på Newspeak House, et hackspace for politik i London, England.
Webstedet blev lanceret i marts 2020 og fungerer nærmest som en wiki: en samling brugerredigerbare – interlinked collection – onlinedokumenter. Fra oktober 2020 er det udvidet til at levere værktøjer til blandt andet forbrugere, virksomheder, lokale myndigheder og udviklere for at bistå i bekæmpelsen af COVID-19-pandemien
Målet er at være:
 : et sted for teknologer, samfundsorganisationer, offentlige og private institutioner, forskere og specialister af enhver art for at muliggøre samarbejde om et hurtigt og avanceret svar på coronavirusudbruddet og efterfølgende virkninger.
 :  a space for technologists, civic organisations, public & private institutions, researchers and specialists of all kinds to collaborate on a rapid and sophisticated response to the coronavirus outbreak and subsequent impacts.  

## References
1. 1 2  "Technologists Are Crowdsourcing a 'Coronavirus Tech Handbook' to Track Resources". Gizmodo. Hentet 2020-03-21.
2. ↑  Boran, Marie. "Coronavirus Tech Handbook guides you through the mayhem". The Irish Times (engelsk). Hentet 2020-03-21.
3. ↑  "Coronavirus: is there a design solution to medical supply shortages?". Design Week (engelsk). 2020-03-19. Hentet 2020-03-21.
4. ↑  Bender, Maddie (2020-03-17). "People Are Trying to Make DIY Ventilators to Meet Coronavirus Demand". Vice (engelsk). Hentet 2020-03-21.
5. ↑  "Contents | Coronavirus Tech Handbook | JoeDocs". coronavirustechhandbook.com (engelsk). Arkiveret fra originalen 17. juni 2020. Hentet 2020-10-16.
6. ↑  "Coronavirus Tech Handbook" (engelsk). Arkiveret fra originalen 17. juni 2020. Hentet 21. marts 2020.